# 菅城下
菅城下（すげしろした）は、神奈川県川崎市多摩区の地名。丁番を持たない単独町名であり、住居表示実施済み区域。

## 地理
川崎市多摩区の北西部に位置し、西側は稲城市と接する。多摩丘陵の南山から続く里山が多くを占める。
東は菅、西は稲城市矢野口、南は菅仙谷、北は菅に接する。

### 河川
- 三沢川

### 地価
住宅地の地価は、2025年（令和7年）1月1日の公示地価によれば、菅城下15-11の地点で25万7000円/m²となっている。

## 歴史

### 沿革
- 1984年（昭和59年）11月5日 - 住居表示の実施に伴い、大字菅から分立[5]。

### 地名の由来
スゲ（菅）が多く生えていたことと、三沢川を越えた菅仙谷の小沢峰にかつて小沢城があり、その真下に位置したことから。

## 世帯数と人口
2025年（令和7年）6月30日現在（川崎市発表）の世帯数と人口は以下の通りである。
| 町丁   | 世帯数    | 人口    |
| ------ | --------- | ------- |
| 菅城下 | 1,483世帯 | 2,699人 |

### 人口の変遷
国勢調査による人口の推移。
| 年                 | 人口  |
| ------------------ | ----- |
| 1995年（平成7年）  | 2,324 |
| 2000年（平成12年） | 2,675 |
| 2005年（平成17年） | 2,598 |
| 2010年（平成22年） | 2,752 |
| 2015年（平成27年） | 2,746 |
| 2020年（令和2年）  | 2,721 |

### 世帯数の変遷
国勢調査による世帯数の推移。
| 年                 | 世帯数 |
| ------------------ | ------ |
| 1995年（平成7年）  | 975    |
| 2000年（平成12年） | 1,142  |
| 2005年（平成17年） | 1,163  |
| 2010年（平成22年） | 1,272  |
| 2015年（平成27年） | 1,309  |
| 2020年（令和2年）  | 1,401  |

## 学区
市立小・中学校に通う場合、学区は以下の通りとなる（2022年3月時点）。
| 番・番地等 | 小学校           | 中学校           |
| ---------- | ---------------- | ---------------- |
| 全域       | 川崎市立菅小学校 | 川崎市立菅小学校 |

## 事業所
2021年（令和3年）現在の経済センサス調査による事業所数と従業員数は以下の通りである。
| 町丁   | 事業所数 | 従業員数 |
| ------ | -------- | -------- |
| 菅城下 | 34事業所 | 125人    |

### 事業者数の変遷
経済センサスによる事業所数の推移。
| 年                 | 事業者数 |
| ------------------ | -------- |
| 2016年（平成28年） | 26       |
| 2021年（令和3年）  | 34       |

### 従業員数の変遷
経済センサスによる従業員数の推移。
| 年                 | 従業員数 |
| ------------------ | -------- |
| 2016年（平成28年） | 65       |
| 2021年（令和3年）  | 125      |

## 交通

### 鉄道
京王相模原線京王稲田堤駅・京王よみうりランド駅、JR南武線矢野口駅が最寄駅となっている。

## 施設
教育
- 川崎市立菅中学校

## その他

### 日本郵便
- 郵便番号 : 214-0007[3]（集配局 : 登戸郵便局[19]）

### 警察
町内の警察の管轄区域は以下の通りである。
| 丁目   | 番・番地等 | 警察署     | 交番・駐在所 |
| ------ | ---------- | ---------- | ------------ |
| 菅城下 | 全域       | 多摩警察署 | 菅星ヶ丘交番 |